# Bobby Hutcherson
Pour les articles homonymes, voir Hutcherson.
Robert Hutcherson, dit Bobby Hutcherson, né le 27 janvier 1941 à Los Angeles et mort le 15 août 2016, est un vibraphoniste et marimbiste américain de jazz.

## Biographie
Attiré avant tout par l’avant-garde et le post-bop, Bobby Hutcherson a fait plusieurs enregistrements dans ces styles pour le label Blue Note avec notamment Jackie McLean, Eric Dolphy, Herbie Hancock, Andrew Hill, Grachan Moncur III, Joe Chambers, et Freddie Hubbard, comme leader ou comme sideman. Malgré le grand nombre d'enregistrements d'avant-garde effectués durant cette période, la première session d'enregistrement de Hutcherson pour Blue Note, The Kicker (1963), laisse entrevoir son expérience du hard bop et du blues. Beaucoup de ses enregistrements récents reviennent à ce hard bop et à un son moins aventureux.
En 1966, la session Stick-Up!, enregistrée chez Blue Note et faisant participer le saxophoniste Joe Henderson, est la première session que Bobby Hutcherson effectue avec le pianiste McCoy Tyner. Leur collaboration se prolongera pendant plus de quatre décennies.
Little B's Poem (de son album Components) est l'une de ses compositions les plus connues.
En 2007, son quartette inclut Renee Rosnes au piano, Dwayne Bruno à la basse et Al Foster à la batterie.
Il meurt le 15 août 2016 après une longue lutte contre l'emphysème à l'âge de 75 ans.

## Discographie

### En tant que leader
- Dialogue (1965)
- Components (1965)
- Happenings (1966)
- Stick-Up! (1966)
- Oblique (1967)
- Patterns (1968)
- Total Eclipse (1968)
- Medina (1968)
- Now! (1969)
- San Francisco (1970)
- Deep Blue
- Head On (1971)
- Natural Illusions (1972)
- Cookin' with Blue Note at Montreux (1973)
- Cirrus (1974)
- Linger Lane (1974)
- Inner Glow (1975)
- Montara (1975)
- The View from the Inside (1976)
- Waiting (1976)
- Dance of the Sun (1977)
- Knucklebean (1977)
- Highway One (1978)
- Conception: The Gift of Love (1979)
- Un Poco Loco (1979)
- Solo/Quartet (1981)
- Farewell Keystone (1982)
- Four Seasons (1983)
- Good Bait (1984)
- Color Schemes (1985)
- In The Vanguard (1986)
- Mirage (1991)
- Skyline (1999)
- For Sentimental Reasons (2007)
- Enjoy the View (Blue Note) (2014)

### En tant que sideman
Avec Curtis Amy & Frank Butler
- Groovin' Blue (Pacific Jazz, 1961)

Avec The Aquarians
- Jungle Grass (Uni, 1969)

Avec Kenny Barron
- Other Places (Verve, 1993)

Avec Bayete
- Worlds Around the Sun  (Prestige, 1972)

Avec Dave Burns
- Warming Up (Vanguard, 1962)

Avec Donald Byrd
- Ethiopian Knights (Blue Note, 1971)
- A City Called Heaven (Landmark, 1991)

Avec George Cables
- Cables' Vision (Contemporary, 1979)

Avec Stanley Cowell
- Brilliant Circles (Freedom Records, 1969)

Avec Joey DeFrancesco
- Organic Vibes (Concord, 2006)

Avec Smith Dobson
- Sasha Bossa (Quartet, 1988)

Avec Eric Dolphy
- Iron Man (Douglas, 1963)
- Conversations (Fred Miles, 1963)
- Out to Lunch (Blue Note, 1964)

Avec Bruce Forman
- Full Circle (Concord, 1984)
- There are Times (Concord, 1987)

Avec Chico Freeman
- Destiny's Dance (Contemporary, 1981)

Avec Kenny Garrett
- Happy People (Warner Bros., 2001)
- Beyond the Wall (Nonesuch, 2006)

Avec Luis Gasca
- Collage (Fantasy, 1975)

Avec Dexter Gordon
- Gettin' Around (Blue Note, 1964)
- Sophisticated Giant (Columbia, 1977)
- The Other Side of Round Midnight (Blue Note, 1985)

Avec Grant Green
- Idle Moments (Blue Note, 1964)
- Street of Dreams (Blue Note, 1964)

Avec Al Grey
- Snap Your Fingers (Argo, 1962)
- Having a Ball (Argo, 1963)
- Night Song (Argo, 1962)

Avec Herbie Hancock
- Round Midnight (Columbia, 1985)

Avec John Handy
- New View (Columbia, 1967)

Avec Roy Haynes
- Thank You Thank You (Galaxy, 1977)

Avec Eddie Henderson
- Sunburst (Blue Note, 1975)

Avec Joe Henderson
- Mode for Joe (Blue Note, 1966)

Avec John Hicks
- John Hicks (Theresa, 1984)
- In Concert (Theresa, 1984 1986)

Avec Andrew Hill
- Judgment! (Blue Note, 1963)
- Andrew!!! (Blue Note, 1964)
- Eternal Spirit (Blue Note, 1989)

Avec Stix Hooper
- The World Within (MCA, 1979)

Avec Freddie Hubbard
- Keystone Bop Vol. 2: Friday & Saturday (Prestige, 1981 [1996])
- Keystone Bop: Sunday Night (Prestige, 1981)

Avec Ron Jefferson
- Love Lifted Me (Pacific Jazz, 1962)

Avec Barney Kessel
- Feeling Free (Contemporary, 1969)

Avec Osamu Kitajima
- Masterless Samurai (Headfirst, 1979)

Avec Harold Land
- The Peace-Maker (Cadet, 1967)
- A New Shade of Blue (Mainstream, 1971)
- Choma (Mainstream, 1971)
- Xocia's Dance (Sue-sha's Dance) (Muse, 1981)

Avec Prince Lasha & Sonny Simmons
- Firebirds (Contemporary, 1968)

Avec John Lewis
- Slavic Smile (Baystate, 1982)

Avec Abbey Lincoln
- Wholly Earth (Verve, 1998)

Avec Eddie Marshall
- Dance of the Sun (Timeless, 1977)

Avec Les McCann
- Oat Meal b/w One More Ham Hock Please (Pacific Jazz, 1961) 7" single

Avec Jackie McLean
- One Step Beyond (Blue Note, 1963)
- Destination... Out! (Blue Note, 1964)
- Action Action Action (Blue Note, 1964)

Avec Billy Mitchell
- This Is Billy Mitchell (Smash, 1962)

Avec Grachan Moncur III
- Evolution (Blue Note, 1963)

Avec Frank Morgan
- Reflections (Contemporary, 1988)

Avec Lee Morgan
- The Procrastinator (Blue Note, 1967)

Avec Grassella Oliphant
- The Grass Roots (Atlantic, 1965)

Avec John Patton
- Let 'em Roll (Blue Note, 1965)

Avec Duke Pearson
- The Phantom (Blue Note, 1968)
- I Don't Care Who Knows It (Blue Note, 1969)

Avec Lou Rawls
- At Last (Blue Note, 1989)

Avec Dianne Reeves
- I Remember (Blue Note, 1988)

Avec Sonny Rollins
- No Problem (Milestone, 1981)

Avec Ted Rosenthal
- Calling You (CTI, 1992)

Avec Joe Sample
- Roles (MCA, 1987)

Avec Pharoah Sanders
- Rejoice (Theresa, 1981)

Avec SFJAZZ Collective
- Live 2004 Inaugural Concert Tour (SFJazz, 2004)
- Live 2005 2nd Annual Concert Tour (SFJazz, 2005)
- SFJAZZ Collective (Nonesuch, 2005) recorded 2004
- SFJAZZ Collective 2 (Nonesuch, 2006) recorded 2005
- Live 2006 3rd Annual Concert Tour (SFJazz, 2006)
- Live 2007 4th Annual Concert Tour (SFJazz, 2007)

Avec Woody Shaw
- Master of the Art (Elektra/Musician, 1982)
- Night Music (Elektra/Musician, 1982)

Avec Archie Shepp
- On This Night (Impulse!, 1965)
- New Thing at Newport (Impulse!, 1965)

Avec Sonny Stitt
- Just in Case You Forgot How Bad He Really Was (32 Jazz, 1981)

Avec Timeless All Stars
- It's Timeless (Timeless, 1982) recorded live at Keystone Korner
- Timeless Heart (Timeless, 1983)
- Essence (Delos, 1986)
- Time for the Timeless All Stars (Early Bird, 1991)

Avec McCoy Tyner
- Time for Tyner (Blue Note, 1967)
- Sama Layuca (Milestone, 1974)
- Together (Milestone, 1978)
- Quartets 4 X 4 (Milestone, 1980)
- La Leyenda de La Hora (Columbia, 1981)
- Manhattan Moods (Blue Note, 1993)
- Land of Giants (Telarc, 2003)

Avec Harold Vick
- The Caribbean Suite (RCA Victor, 1966)

Avec Larry Vuckovich
- Blue Balkan (Inner City, 1980)

Avec Cedar Walton
- Among Friends (Theresa, 1982 [1989])

Avec Paula West
- Come What May (Hi Horse, 2001)

Avec Tony Williams
- Life Time (Blue Note, 1964)
- Foreign Intrigue (Capitol, 1985)

Avec Gerald Wilson
- Everywhere (Pacific Jazz, 1968)
- California Soul (World Pacific, 1968)
- Eternal Equinox (World Pacific, 1969)